# Alma Pescalli
Alma Pescalli (Canonica d'Adda, 4 febbraio 1956) è un'ex mezzofondista e velocista italiana.

## Biografia
Il suo primato personale di 2'04"6 sugli 800 m, stabilito a Jesolo il 27 giugno 1976, è il nono tempo italiano under-23 di sempre. In carriera ha vinto complessivamente 6 medaglie d'oro ai campionati italiani assoluti (4 nella staffetta 4×400 m, uno nella staffetta 4×800 m ed una negli 800 m), una medaglia d'oro ai campionati italiani assoluti indoor (nella staffetta 4×2 giri) e due medaglie d'oro ai campionati italiani juniores.

## Campionati nazionali
1973
- Oro ai campionati italiani assoluti, staffetta 4×400 m - 3'53"5 (in squadra con G. De Capitani, Daniela Paredi e Paola Pigni)
- Oro ai campionati italiani juniores di corsa campestre

1974
- Oro ai campionati italiani assoluti, staffetta 4×400 m - 3'48"8 (in squadra con Maria Grazia Zuliani, Daniela Paredi e Paola Pigni)
- Oro ai campionati italiani juniores, 800 m piani

1975
- Oro ai campionati italiani assoluti, staffetta 4×400 m - 3'47"4 (in squadra con Maria Grazia Zuliani, Loredana Alzati e Rita Bottiglieri)

1976
- Bronzo ai campionati italiani assoluti, 400 m piani
- Oro ai campionati italiani assoluti, staffetta 4×400 m - 3'51"60 (in squadra con Maria Grazia Zuliani, Bonandrini e Loredana Alzati)
- Oro ai campionati italiani assoluti, staffetta 4×800 m - 9'05"21 (in squadra con Fulvia Furlan, Angela Del Barba e Loredana Alzati)
- Oro ai campionati italiani assoluti indoor, staffetta 4×2 giri - 3'51"09 (in squadra con Maria Grazia Zuliani, Loredana Alzati e Rita Bottiglieri)

1977
- Oro ai campionati italiani assoluti, 800 m piani - 2'06"5